# Austin de Croze
Austin de Croze, de son nom Joseph Augustin de Croze-Magnan, né le 17 décembre 1866 à Lyon et mort le 1er septembre 1937 dans la même ville, est un écrivain français, folkloriste, musicien, journaliste, auteur gastronomique et œnologue, fondateur du mouvement de la cuisine régionaliste.

## Biographie
Comme l'indique Lauren Reches, peu d'informations biographiques sont disponibles sur A. de Croze « même s'il fut ami avec des personnalités telles que Jules Bois, Verlaine, Huysmans, Saint-Pol-Roux et le compositeur Maurice Ravel » .
Joseph Augustin de Croze-Magnan est le fils de Ferdinand de Croze et de Jeanne Lombard son épouse, pianiste et compositeur, maître de chapelle de la cour de Parme .

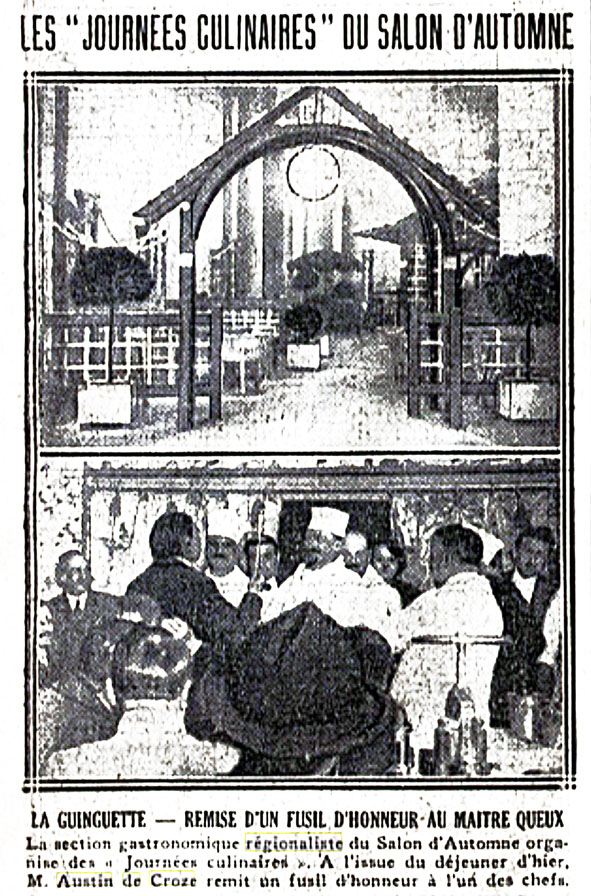
Remise du fusil d'argent par Austin de Croze au Salon d'Automne

Il fait des séjours en Angleterre comme correspondant de journaux français, y donne des conférences (1893) . Le 23 septembre 1897 à Lewisham Kent, il épouse Florence Sarah Morse (née vers 1858), citoyenne britannique (orthographiée F. S. Moïse dans la presse française ). Ils auront 2 enfants, Paulette Emily (née le 14 juin 1899) et Gaspard (né le 17 juin 1901).
En 1912 à Londres, il épouse Henriette Jeanne Bergouignan, écrivain et conférencière connue sous le nom de J.A. Berjane . En 1913, ses conférences londoniennes portent sur le tourisme et la gastronomie régionale en France, elles sont suivies de dégustations et de ventes de spécialités françaises . En 1917, il est à l'origine de la Classical French Theatre Association destinée à représenter des œuvres théâtrales françaises à Londres .
En 1923 et 1924, il préside la section gastronomique régionalise du Salon d'automne à Paris . Il publie en 1931 une partie de ses travaux en anglais à destination des touristes britanniques en France . Il réside 51 rue Galilée à Paris jusqu'en 1933 et à Biarritz .
Après trois années de souffrance peu actives, Augustin de Croze meurt d'emphysème en 1937 à Lyon, dans le dénuement,,,.

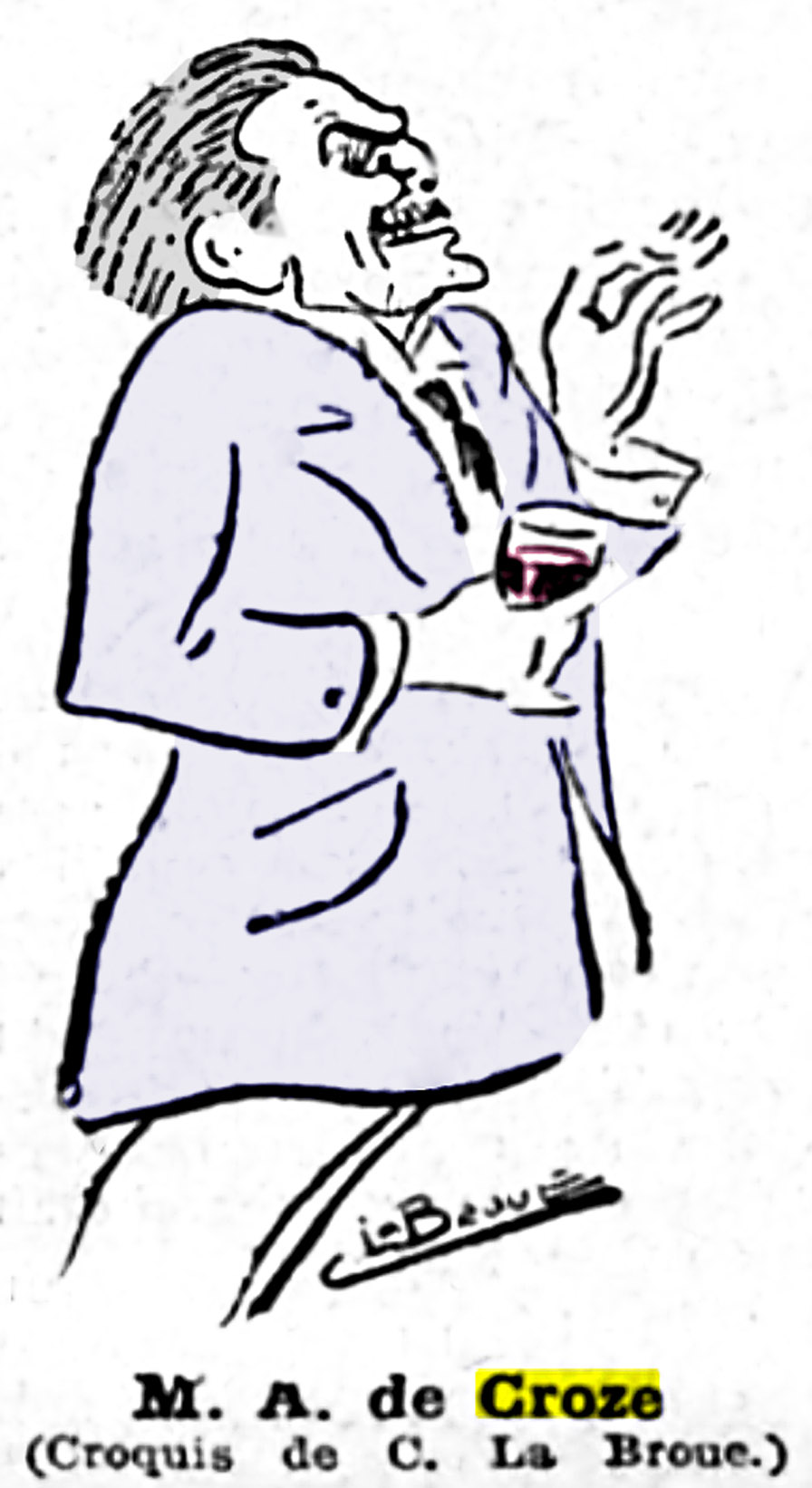
caricature d'Austin de Croze dans le Figaro (1933)

### Un gastronome maigre, sec et nerveux...
En 1931, dans La Femme de France du 21 juin, Alin Lambreaux qui imaginait Austin de Croze « gentilhomme paysan avec un ventre comme un tonneau et la bouche comme une cuve » le décrit ainsi :  « il n'est ni gros ni grand, mais au contraire sec et nerveux, tout en angles. Le visage voltairien... voyageur curieux et gourmand, il a parcouru en tous sens la vaste terre et vous entretient ...de la cuisine chinoise, des cuisines nordiques ou des traditions de nos provinces. »

## Postérité

### La gastronomie régionale
Austin de Croze est passé à la postérité pour ses écrits gastronomiques davantage que pour ses recherches sur le folklore, la musique, ou ses analyses politiques (Il ne faut pas le confondre avec un de Crozé membre de l'Action française de la Mayenne, Curnonsky écrit dans le Bulletin officiel de l'Association des gastronomes régionalistes de 1933 : « le centre préfère la cuisine régionale »). Certains le considèrent comme un « précurseur du mouvement de patrimonialisation de l'alimentation » qui se prolongera avec le défunt Inventaire du patrimoine culinaire de France du Conseil national des arts culinaires,. Son souvenir est évoqué dans les débats sur la mixité de la cuisine française , le thème de la cuisine patrimoine reste actuel. Mais comme l'écrit Bénédict Beaugé son approche constante reste ethnographique .
Comme Curnonsky et Marcel Rouff dont il est proche, il inventorie et consigne des recettes et les produits régionaux, en particulier dans ses 1 400 recettes locales des Plats régionaux de France (1928). Curnonsky écrit « après la guerre de 1914-18 Louis Forest, Austin de Croze, Marcel Rouff, Maurice des Ombiaux et moi avons créé la presse gastronomique et touristique ».
Lors des salons de 1923-24, avec l'aide des syndicats d'initiatives locaux intéressés au développement du tourisme , il a l’idée, « pour l’époque étonnante et presque provocatrice, d’inviter à Paris des cuisiniers provinciaux au restaurant de la Tour Eiffel... le plus surprenant, on y retrouve ce qui va devenir les grandes dynasties françaises de cuisiniers : le père de Paul Bocuse, le père d’André Daguin, un grand oncle Darroze » . Pendant les 44 Journées Régionales ces chefs exécutent des plats du terroir qui sont acclamés par les parisiens . « L'élan fut si bien donnée, écrit de Croze, que quantité de restaurants parisiens sont devenus régionalistes... » . « Ces deux initiatives font d’Austin de Croze un des précurseurs du tourisme gastronomique » écrit Jacinthe Bessière .
Quand Marcel Rouff (qui décède en 1936, un an avant lui) et Curnonsky abandonnent La France gastronomique, après 28 volumes sur les 32 prévus à l'origine, il rédige, avec ce dernier, une compilation des recettes et spécialités de l'énorme travail : Le Trésor gastronomique de France, Répertoire complet des spécialités gourmandes des 32 provinces françaises . Cet ouvrage est qualifié par Jean-Pierre Poulain de « premier inventaire systématique des cuisines régionales françaises » .

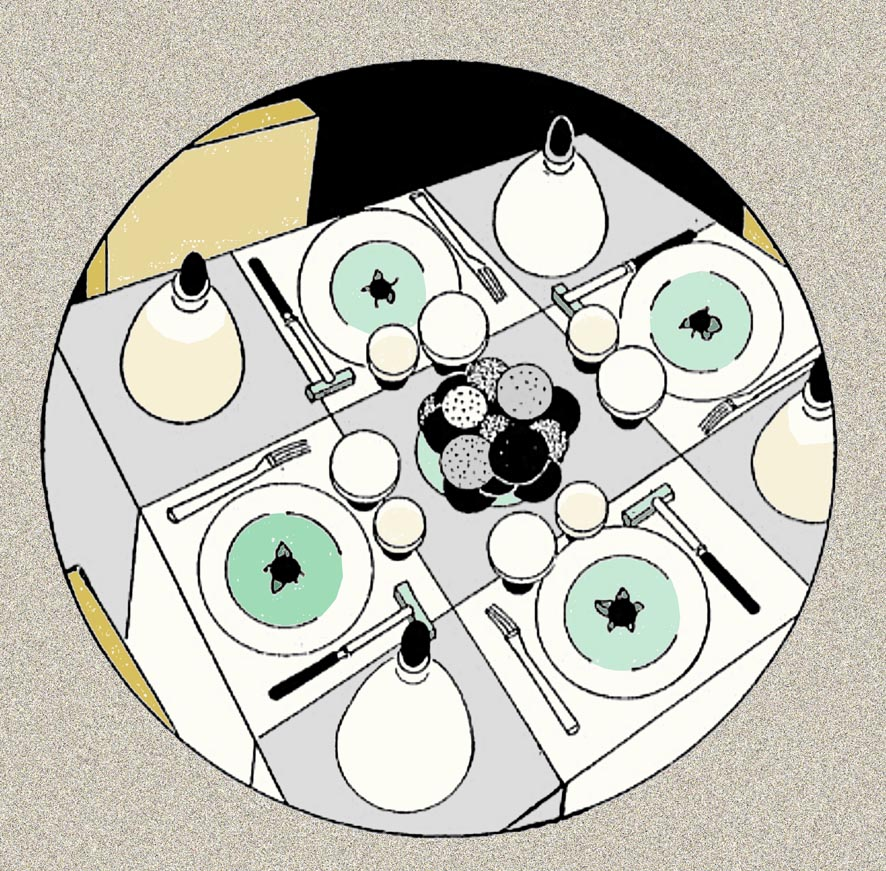
« C'est un orchestre qu'un véritable repas, où celui qui sait déguster jouit de tous les accords, s'enivre des combinaisons de toutes les notes...» A. de C. dans La Femme de France - mars 1929.

### Le régionalisme en musique
Il faut sans doute mettre en rapport sa découverte du régionalisme avec le retour aux sources musicales régionales de la fin du XIXéme siècle. A. de Croze découvre la Corse lors de son service militaire. Entre 1885 et 1888 il recueille directement des chants populaires en parcourant l’île . Il est sous le charme de ces voix des « poétesses villageoises qui, à notre entrée dans la maison présentait une fleur, un verre d’eau et nous adressaient une strophe de circonstance » et par la capacité des corses à s'exprimer spontanément de façon rythmées. La rime des chants corses, qui alterne 3 fois facilite selon lui l’improvisation . En janvier 1896, il donne 3 conférences au théâtre de la Bodinière, illustrées par des chants Corses que Maurice Ravel (qui sort du Conservatoire) harmonise et orchestre à sa demande et chantés par Mlle Irma Perrot . Il publie en 1911 une monographie sur les chants corses, tandis que de son côté Ravel se passionne pour la musique ibérique . En 1919, il publie avec Ravel 43 chansons populaires yougoslaves.

## Bibliographie

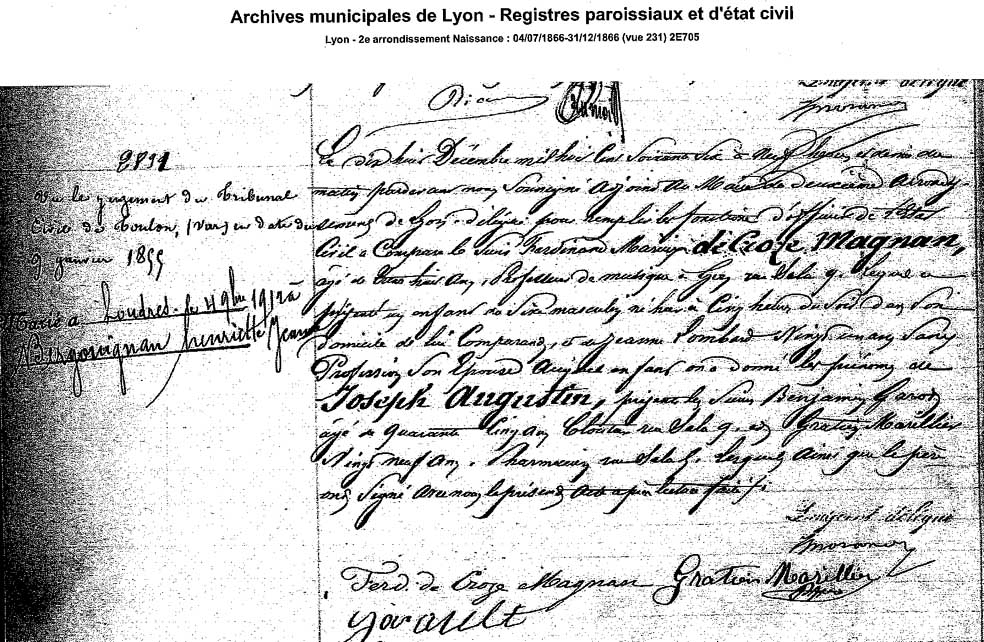
Acte de naissance de Joseph Augustin de Croze le 17 décembre 1866

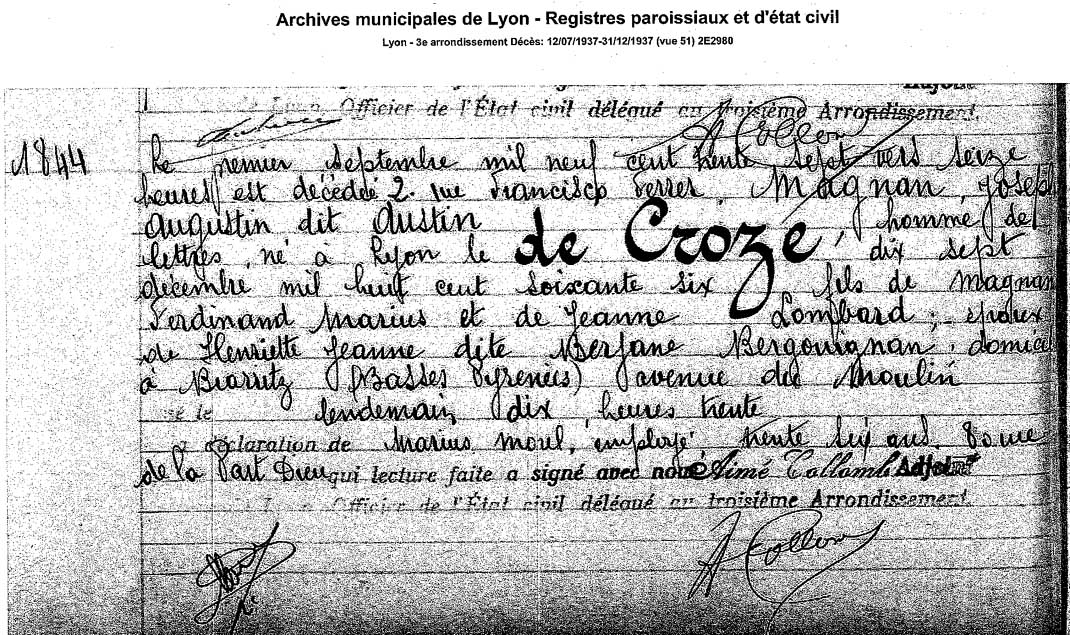
Acte de décès d'Austin de Croze le 1er septembre 1937

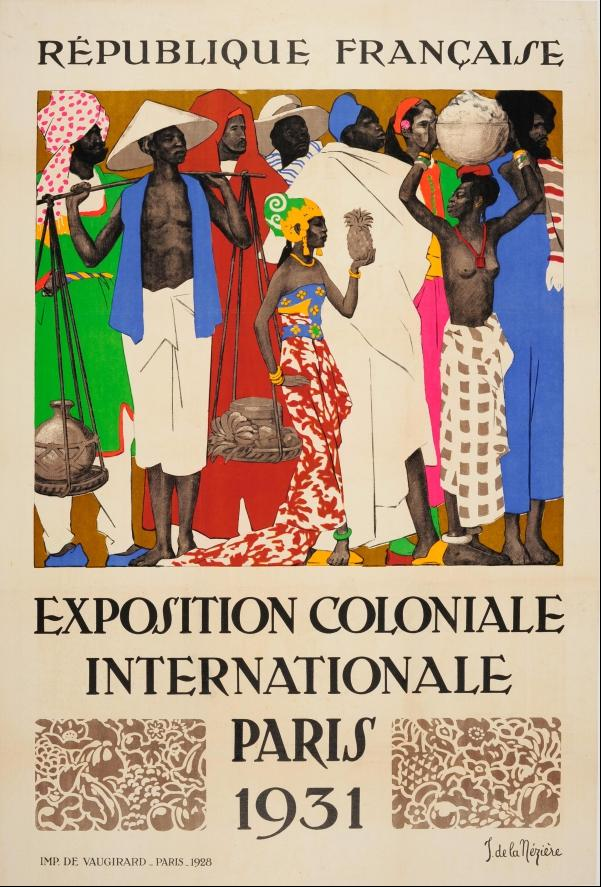
L'Association des Gastronomes Régionalistes reproduit les démonstrations de cuisine régionale de 1923 et 24 à l'Exposition Coloniale de 1931

## Sociétés savantes
Liste des sociétés savantes, associations, académies dont A. de Croze fut membre, adhérents ou mandataire social :
- Académie des inscriptions gastronomiques « le vaillant gastronome Augustin de Croze poursuit sa campagne contre les fléaux de la Table : fumeurs, danseurs, haut-parleurs et autres empêcheurs de manger tranquillement ». Une seule mention archivée. 1931 [37]
- Association des Gastronomes Régionalistes (Président M. Raymond Brunet, Vice Président M. Dumont-Lespine). Organise le Premier Congrès International de Gastronomie, lors de l'Exposition Coloniale de 1931 [38],[39]. Supervise le Guide des touristes gastronomes Kléber-Colombes [40]. Publie un bulletin et organise 2 repas par mois. Fondée en 1923 par A. de Croze président, lui succèdent Eugène Lautier, Edouard de Pomiane, Raymond Brunet de Coudrouniac (1927) - 300 membres en 1938 [41].
- Président de l'Office français de la Gastronomie : subventionné par la Ville de Paris en 1932 [42], organise des conférences [43], des manifestations en province. Patronne des publications [44]. Cet Office poursuit en 1933 et 34 le travail de promotion de la gastronomie touristique régionale repris par de Croze en 1932 au Salon des Arts Ménager [45]. 1931-1936. Le bureau du Grand comité de gastronomie nommé par le Commissariat des expositions (qui voulait imposer des exposants) en 1934 n'ayant ni les connaissances ni l'expérience de Croze démissionna [45].